# クロード・レジ
クロード・レジ（仏語Claude Régy、1923年5月1日 - 2019年12月26日）は、フランスのニーム出身の演出家である。

## 略歴
特定の劇場や劇団に属することなく、独自の理念で、主に同時代の作家の作品を上演し続けた。
1952年から活動をはじめ、初期にはガルシア・ロルカやメーテルランクなどを演出していたが、1960年代にマルグリット・デュラスの作品と出会い、『セーヌ・エ・オワーズの陸橋』（1960）、その改作である『イギリスの恋人』（1965）などを演出。さらに1965年からはハロルド・ピンター、ジョン・オズボーン (劇作家)、ストッパードなどの英米の作品を手がけ、70年代以降はペーター・ハントケ、ボート・シュトラウス（『再会の三部作』1980）などのドイツ戯曲の紹介に勤める一方、ナタリー・サロート（『イスマ』、1972）の上演に取りかかり、90年代にはグレゴリー・モットンを発見する。メーテルリンクの『室内』（1986）やアンリ・メショニック訳の聖書の一部をもとにした『賢者の言葉』（1995）では言葉や声に関する徹底した探求の成果が見られた。1999年にはヴァレリー・ドレヴィルを主演に起用してノルウェーの現代作家ヨン・フォッセの作品『だれか、来る』をナンテール劇場で上演、大きな反響を呼んだ。
また2009年に20数年ぶりにアヴィニョン演劇祭に参加して発表した二時間の一人芝居『海のオード』（フェルナンド・ペソア作、主演：ジャン＝カンタン・シャトラン）は『だれか、来る』以来の傑作とされている。
1981年以降パリのフランス国立高等演劇学校 (コンセルヴァトワール)で教鞭を執り、また著書（『失われた空間』1991、『死者の指令』1999など）によって、多くの若い演出家や俳優に影響を与えている。
2013年6月、SPAC-静岡県舞台芸術センターでメーテルリンク作『室内』を発表。